# Nazionale maschile di hockey su pista del Portogallo
La nazionale di hockey su pista del Portogallo è la selezione maschile di hockey su pista che rappresenta il Portogallo in ambito internazionale.

Attiva dal 1930, opera sotto la giurisdizione della Federazione di pattinaggio del Portogallo.

Al 31 dicembre 2013 occupa il 3º posto nel ranking del Comité Internationale de Rink-Hockey.

## Palmarès

### Nazionale Maggiore
- Campionati del mondo: 16
  -  1º posto: 1947, 1948, 1949, 1950, 1952, 1956, 1958, 1960, 1962, 1968, 1974, 1982, 1991, 1993, 2003, 2019
  -  2º posto: 1951, 1953, 1954, 1964, 1966, 1970, 1972, 1989, 1995,
  -  3º posto: 1936, 1939, 1955, 1976, 1978, 1980, 1984, 1986, 1988, 1999, 2005, 2009, 2011, 2013, 2015
- Campionati d’Europa: 21
  -  1º posto: 1947, 1948, 1949, 1950, 1952, 1956, 1959, 1961, 1963, 1965, 1967, 1971, 1973, 1975, 1977, 1987, 1992, 1994, 1996, 1998, 2016
  -  2º posto: 1951, 1953, 1954, 1957, 1969, 1979, 1981, 1983, 2000, 2002, 2008, 2010, 2012, 2014
  -  3º posto: 1936, 1937, 1939, 1955, 1985, 1990, 2004, 2006
- Coppa delle Nazioni: 18
  -  1º posto: 1948, 1949, 1954, 1955, 1956, 1963, 1965, 1968, 1970, 1973, 1984, 1987, 1994, 1997, 2009, 2011, 2013, 2015
  -  2º posto: 1950, 1952, 1953, 1957, 1959, 1960, 1975, 1976, 1991, 1995, 1999, 2001, 2003, 2005, 2007,
- Coppa Latina: 14
  -  1º posto: 1957, 1959, 1960, 1961, 1962, 1988, 1989, 1998, 2001, 2002, 2003, 2008, 2014, 2016
  -  2º posto: 1956, 1958, 1963, 1987, 1990, 1995, 1996, 1997, 1999, 2000, 2004, 2006, 2010, 2012

### Nazionale Under 20
- Campionati del mondo under-20: 4
  -  1º posto: 2003, 2013, 2015, 2017
  -  2º posto: 2007, 2009, 2011
- Campionati d’Europa under-20: 18
  -  1º posto: 1953, 1960, 1969, 1970, 1971, 1975, 1976, 1980, 1992, 1993, 1994, 2000, 2003, 2005, 2008, 2010, 2012, 2014
  -  2º posto: 1956, 1957, 1964, 1966, 1968, 1972, 1973, 1977, 1978, 1981, 1982, 1985, 1986, 1987, 1990, 1996, 1998, 1999, 2001, 2004, 2006
  -  3º posto: 1962, 1984, 1988, 1991, 1995, 1997, 2002

### Nazionale Under 17
- Campionati d’Europa under-17: 13
  -  1º posto: 1981, 1985, 1986, 1987, 1989, 1998, 1999, 2000, 2005, 2008, 2009, 2013, 2015
  -  2º posto: 1982, 1988, 1990, 1991, 1992, 1993, 1995, 1996, 1997, 2001, 2002, 2003, 2004, 2006, 2007, 2010, 2011
  -  3º posto: 1983, 1994, 2012, 2014